# 修陵 (南梁)

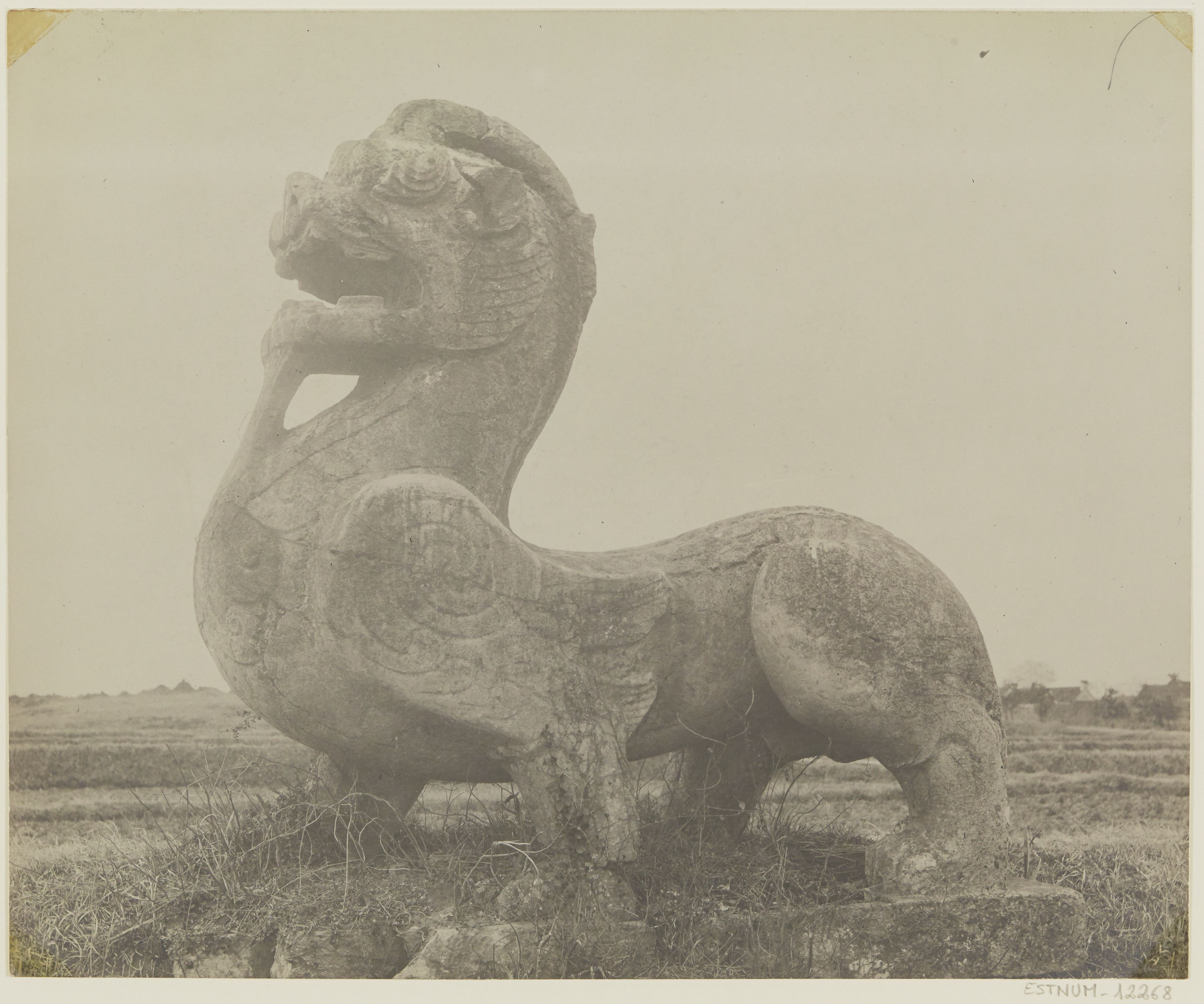
1917年谢阁兰摄

修陵中国南北朝时梁武帝陵墓，位于江苏省丹阳市荆林镇三城村北。陵墓东向，已平。墓前存石天禄一只，位于神道北侧。长3.1米，高2.8米，颈1.5米，体围2.35米。